# Христианство в Латвии

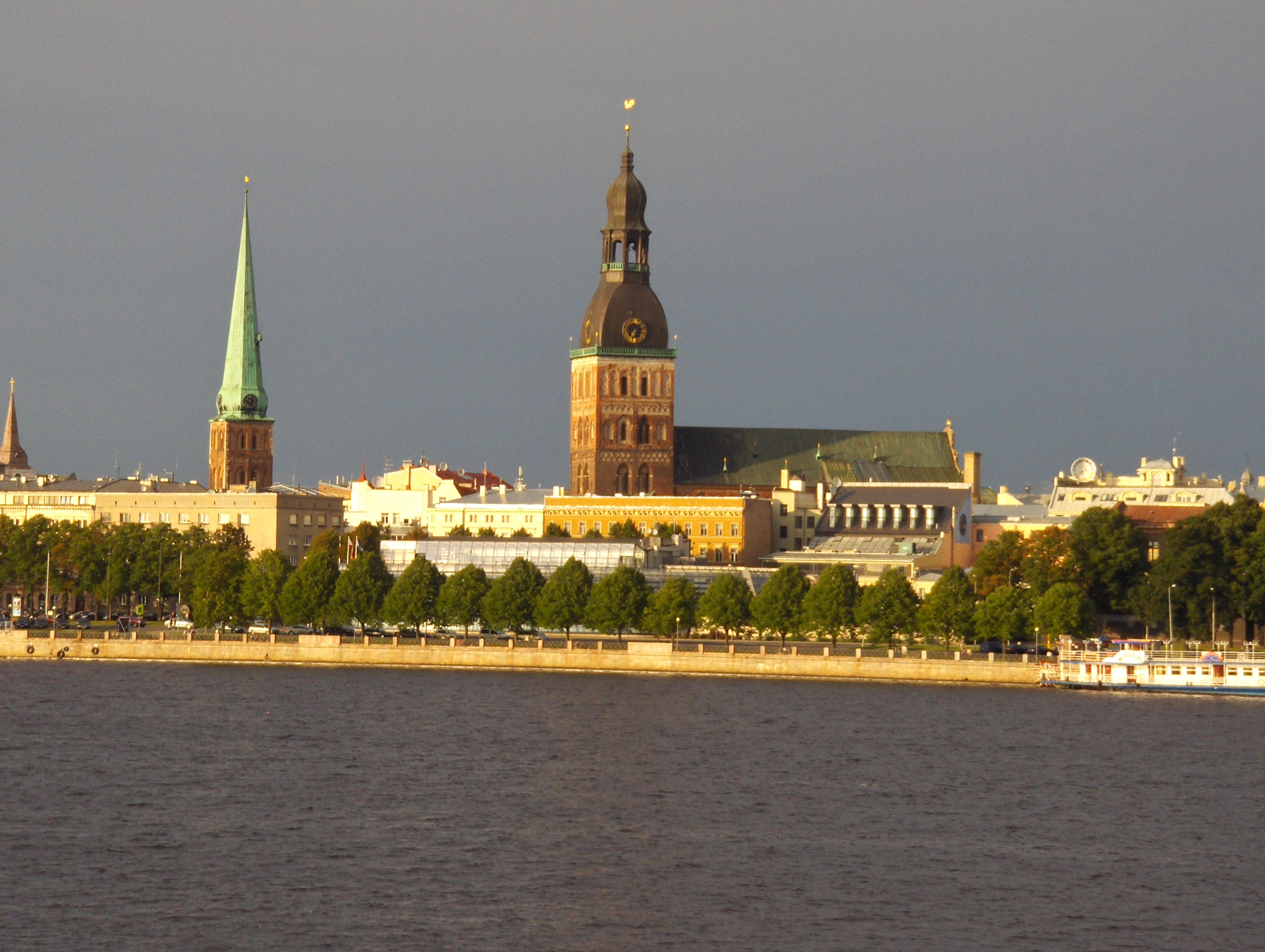
Собор Святого Иакова и Домский собор — главные храмы католической и лютеранской церквей в Латвии

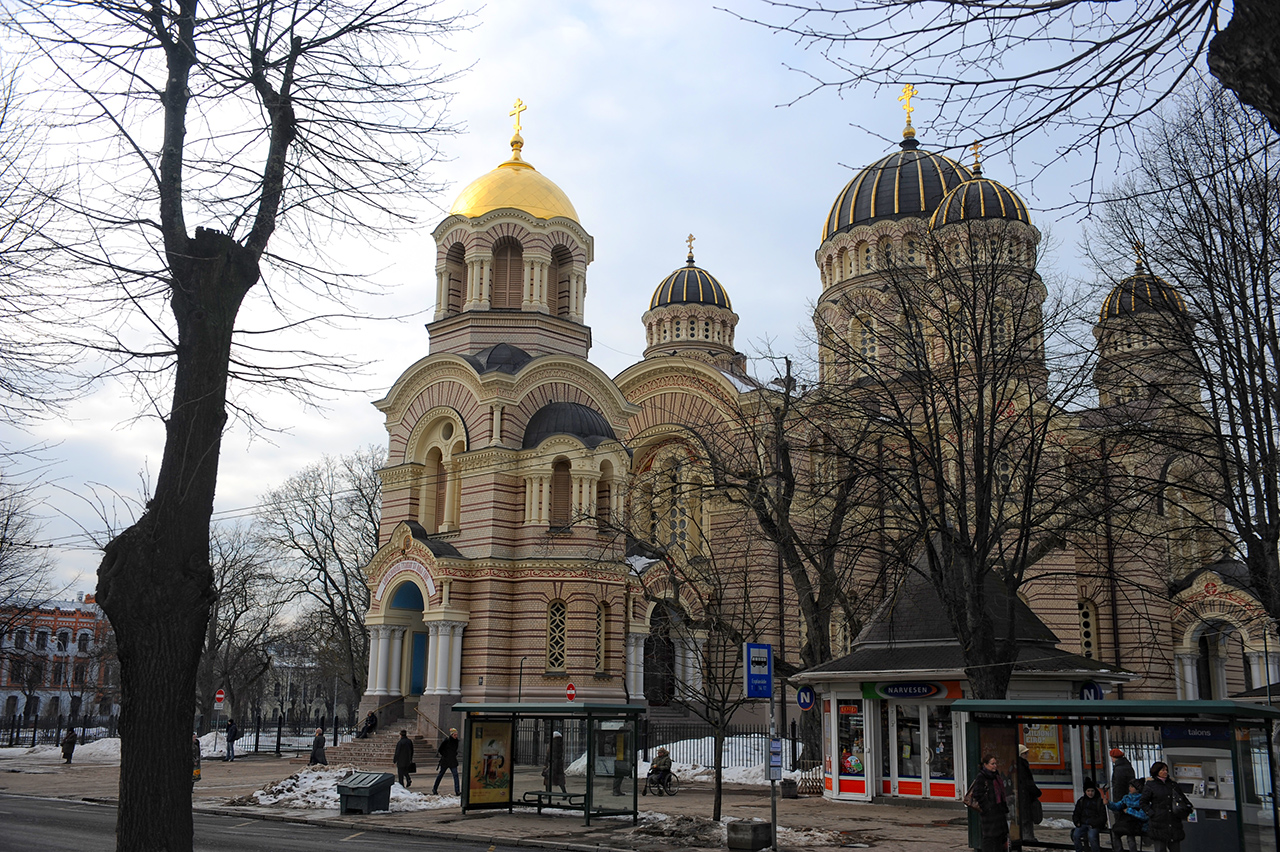
Православный собор Рождества Христова

Христианство в Латвии — самая распространённая религия в стране.
По данным исследовательского центра Pew Research Center, в 2010 году в Латвии проживало 1,25 млн христиан, что составляло 55,7 % населения этой страны. Энциклопедия «Религии мира» Дж. Г. Мелтона оценивает долю христиан в 2010 году в 69,9 % (1,56 млн верующих).
В 2000 году в Латвии действовало 958 христианских церквей и мест богослужения, принадлежащих 25 различным христианским деноминациям.
Помимо латышей, христианами также являются большинство живущих в стране русских, белорусов, украинцев, поляков, литовцев, немцев, армян, молдаван и др.
По состоянию на 2015 год, Евангелическо-лютеранская церковь Латвии входит во Всемирный совет церквей. Консервативные евангельские церкви страны объединены в Латвийский евангельский альянс, связанный со Всемирным евангельским альянсом.
По сведениям 2016 года, христианские религиозные общины в Латвии насчитывали 1 440 471 верующего, в том числе лютеранские — 700 469 верующих, католические — 337 676, православные — 370 000 и староверческие — 2637 человек.